# ميسكالامدوك
ميسكالامدوك (بالمسمارية: 𒈩𒌦𒄭 , «بطل أرض الاله»)  هو حاكم سومري لمدينة أور لم يذكر إسمه في قائمة الملوك السومريين، إنما عثر عالم الآثار الإنكليزي البريطاني السير ليونارد وولي عثر عن لوحة أثرية في أور ذكرت إسمه مع زوجته نينباندا، وعثر على لوحة أثرية أخرى تتلكم عنه في مدينة ماري الأثريه في جنوب شرق سوريا من قبل عالم الآثار الفرنسي أندريه بارو، ذكر عنه أنه لوغال أي ملك وأنه والد الملك ميسانيبادا. تم اقتراح أن شبعاد ربما كانت ملكته الثانية.

## الختم الملكي
من المعروف على وجه اليقين وجود كلمة «الملك ميسكالامدوك» في ختم تم اكتشافه في المقبرة الملكية في أور (الختم ألاسطوانير المرقم U 11751، اكتشف في قبر الملكة، PG 789)، والذي يحمل لقب (𒈩𒌦𒄭 𒈗) «ميسكالامدوك لوغال» أي «الملك ميسكالامدوك». تم العثور على نفس اسم «ميسكالامدوك» منقوشًا على القبر المرقم (PG 755) في المقبرة الملكية بأور، لكن بدون لقب «لوغال»، مما أثار الشكوك حول التعرف على الملك ميسكالامدوك مع الشاب الذي تم العثور عليه في هذا القبر الصغير نوعًا ما.  الختم مصنوع من صدفة، مع قلب من اللازورد. يُظهر أسدين متقاطعين يهاجمان ثيرانًا، مع إنكيدو ورجل عار في الملف الشخصي يشاركان في القتال. هو الآن في المتحف البريطاني.

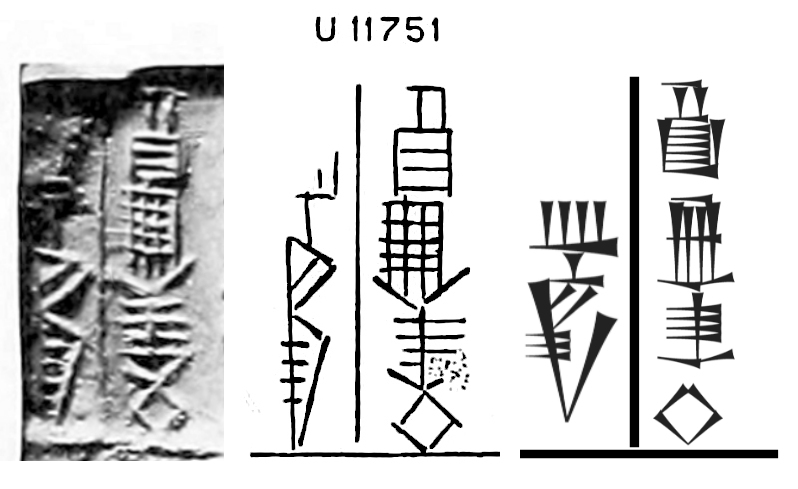
نقش ميسكالامدوك لوغال (𒈩𒌦𒄭 𒈗) "الملك ميسكالامدوك"، على الختم في (الزاوية اليسرى العليا).

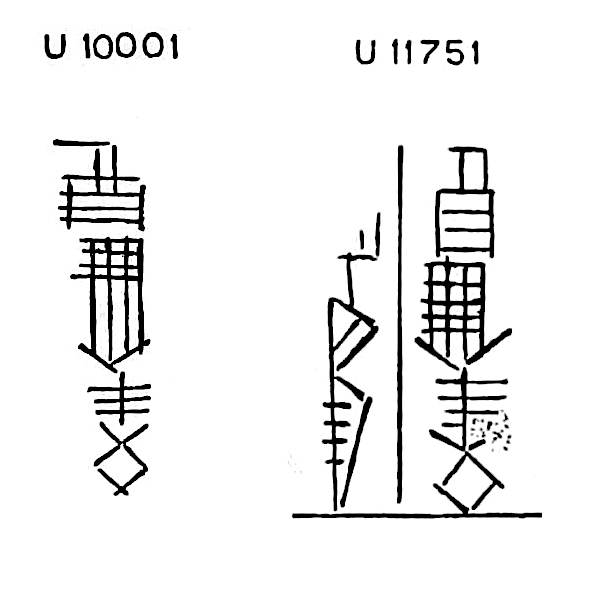
النقوش المتعلقة بـ ميسكالامدوك، وجدت في المقبرة الملكية في أور المقبرة (PG 755):
U 10001: «ميسكالامدوك»
U 11751: «ميسكالامدوك، الملك»

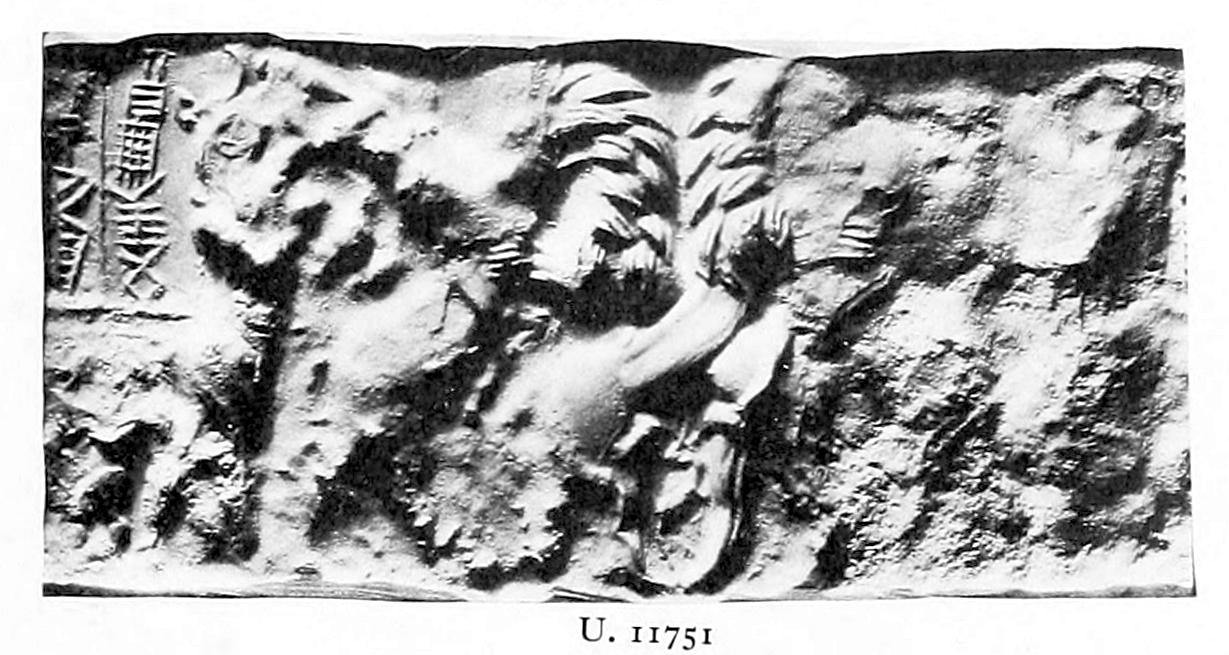
ختم الملك ميسكالامدوك، عليه نقش ميسكالامدوك لوغال (𒈩𒌦𒄭 𒈗) "الملك ميسكالامدوك".

## قبر ميسكالامدوك

### القبر المرقم (PG 755)
مقبرة ميسكالامدوك، المرقمة (PG 755)، التي اكتشفها عالم الآثار الإنجليزي السير ليونارد وولي في المقبرة الملكية بأور عام 1924، احتوت على العديد من القطع الأثرية الذهبية بما في ذلك خوذة ذهبية عليها نقش باسم الملك. من خلال مراقبة محتويات هذا القبر الملكي، يتضح أن هذه الحضارة القديمة كانت غنية جدًا. كان اسم زوجته الملكة نينباندا. تم ذكر ميسكالامدوك أيضًا على ختم في قبر آخر بعنوان «لوغال»، ولكن نظرًا لأن قبره يفتقر إلى الحاضرين، افترض وولي أنه ليس ملكيًا. لا يزال الجدل قائمًا، لأن اسمه على نقش خرزي اكتشف في ماري من قبل عالم الآثار الفرنسي أندريه بارو بعد عشر سنوات، باعتباره والد الملك ميسانيبادا من أور، والذي يظهر في قائمة الملك وفي العديد من النقوش الأخرى. 
نظرًا لأن المقبرة المرقمة (PG 755) تفتقر إلى الحجم الهائل وروعة المقابر الملكية الأخرى في المقبرة الملكية في أور، فقد قيل أنها لم تكن قبر الملك مسكالامدوك نفسه، بل بالأحرى أمير شاب يحمل نفس الاسم، على سبيل المثال ابن للملك مسكالامدوك والملكة نينباندا. اقترح جوليان ريد أن المقبرة المرقمة PG 755 كانت قبر «الأمير ميسكالامدوك»، وأن المقبرة الفعلية للملك ميسكالامدوك، والمعروفة من الختم (U 11751)، كانت مقبرة (PG 789)  بدلا من ذلك، قد يكون من الأرجح أن ميسكالامدوك من النقوش في المقبرة المرقمة (PG 755)، وميسكالامدوك من الختم الملكي هم ببساطة الشخص نفسه، الذي أخذ اللقب الملكي «لوغال» في مرحلة متأخرة من حياته.

#### أثار القبر المرقم (PG 755)

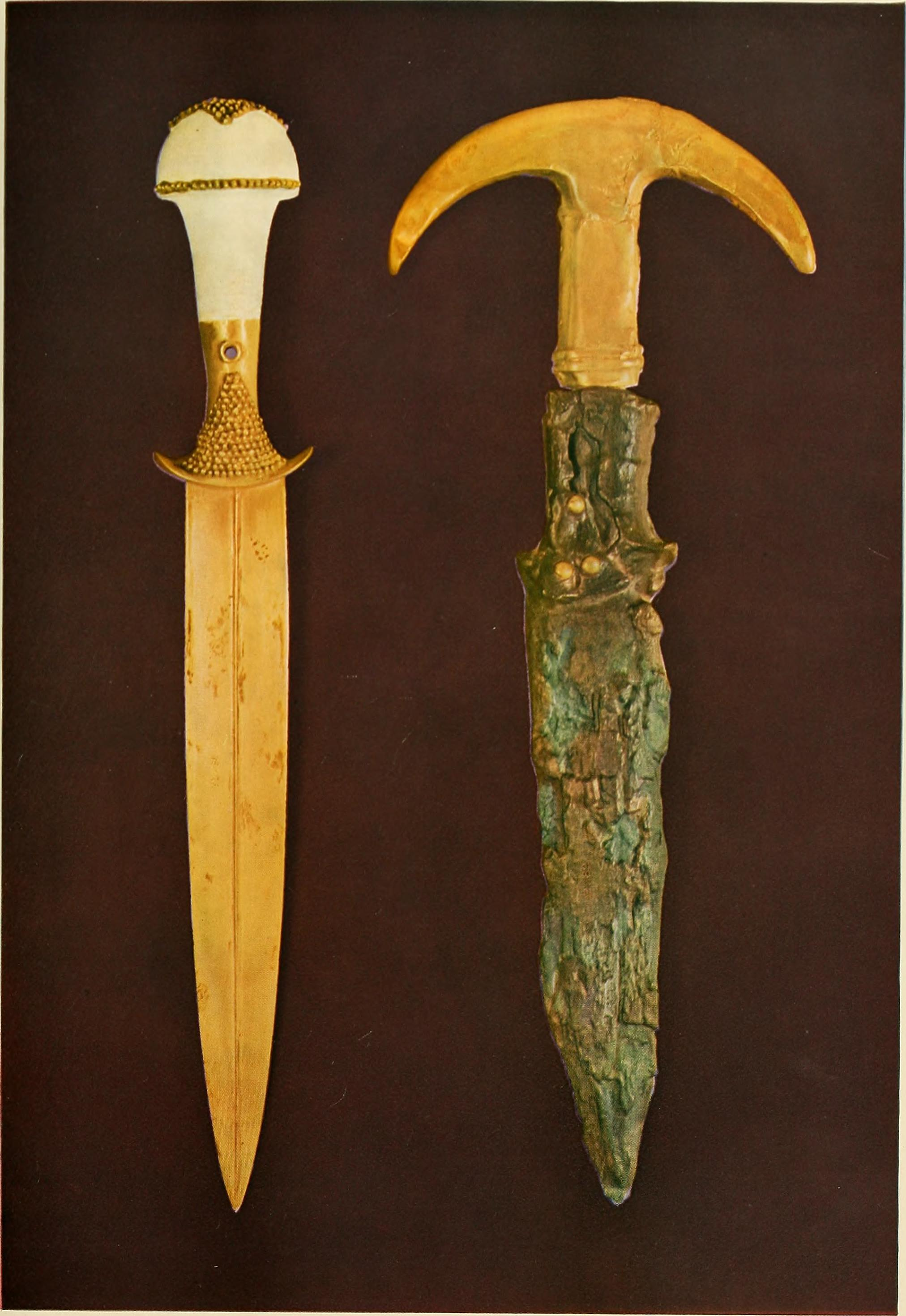
خنجر ذهبي وخنجر بمقبض مطلي بالذهب، حفريات أور (1900).
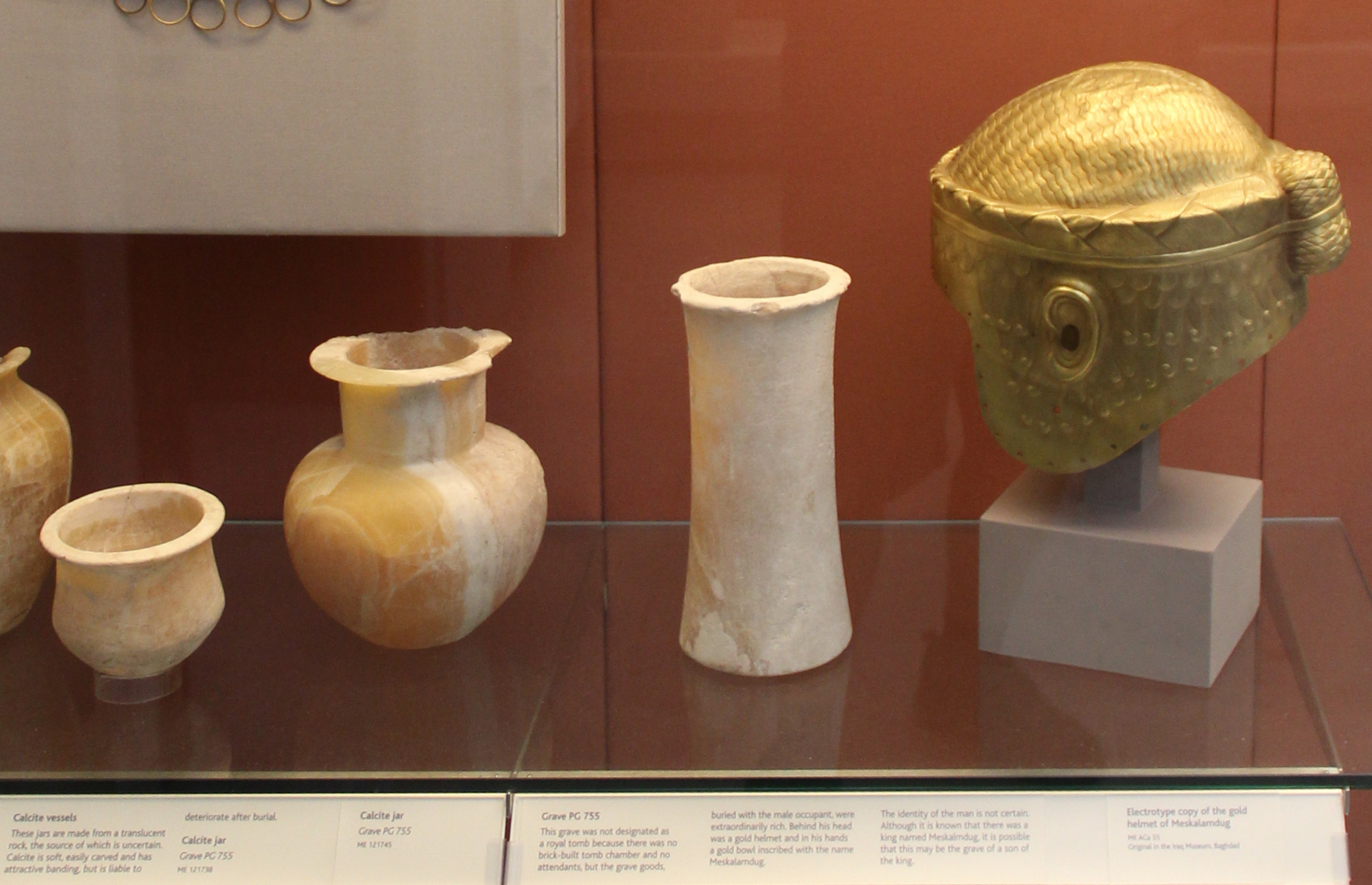
مزهريات من المرمر وخوذة من الذهب من قبر ميسكالامدوك.
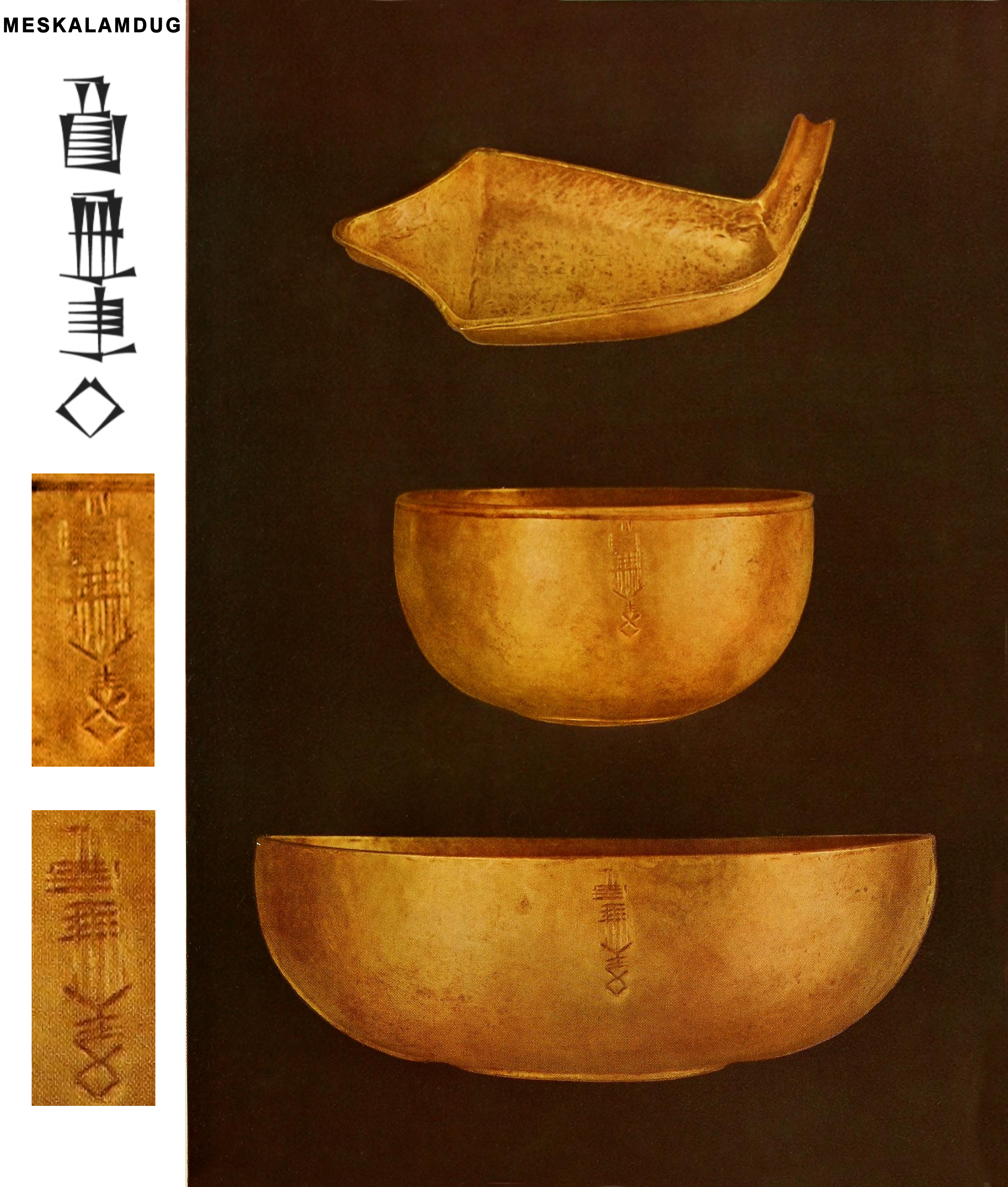
تم العثور على أوعية ذهبية في قبر ميسكالامدوك، مع نقش رأسي لاسمه 𒈩𒌦𒄭، "ميسكالامدوك".
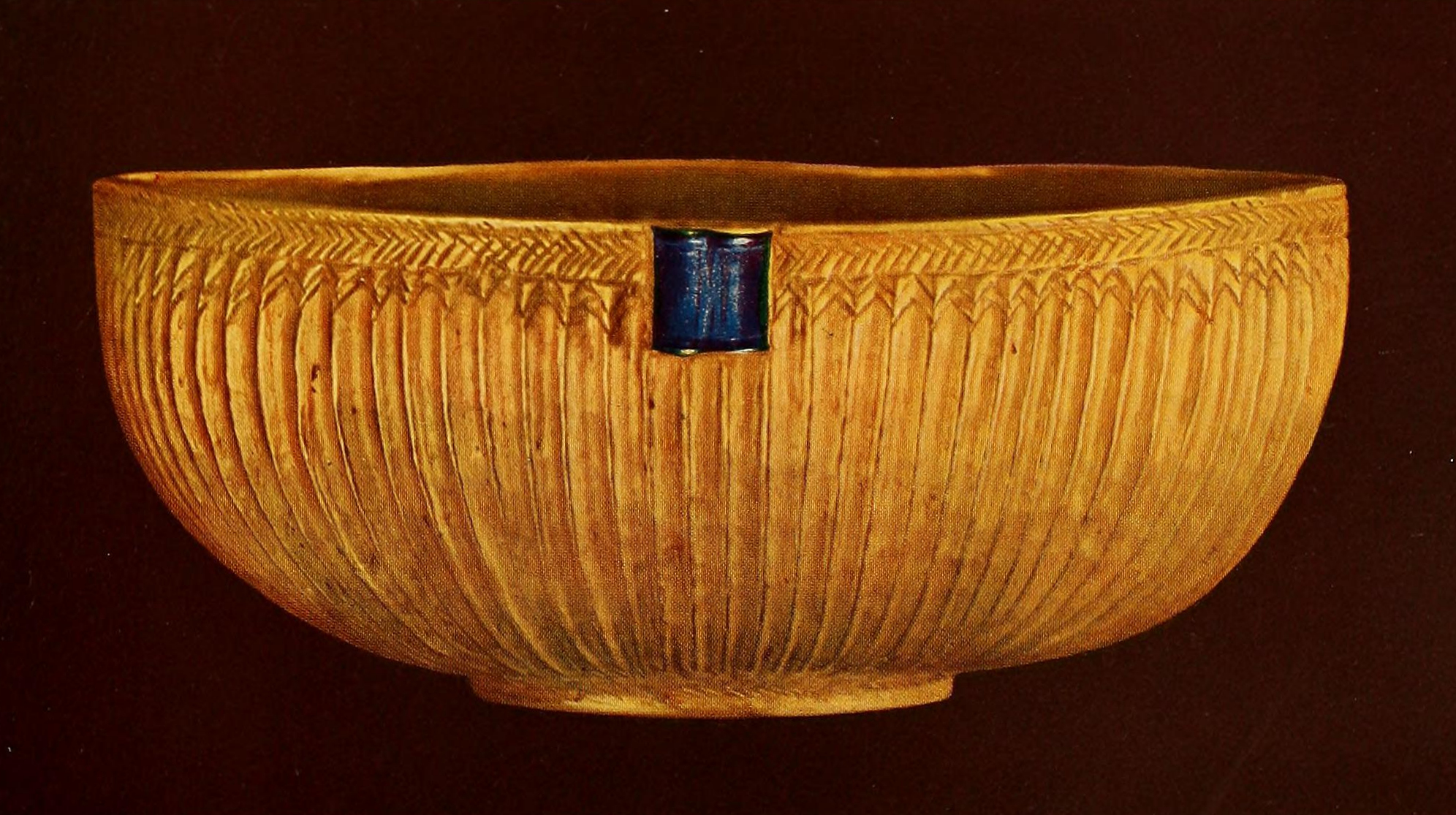
وعاء ذهبي من قبر ميسكالامدوك.
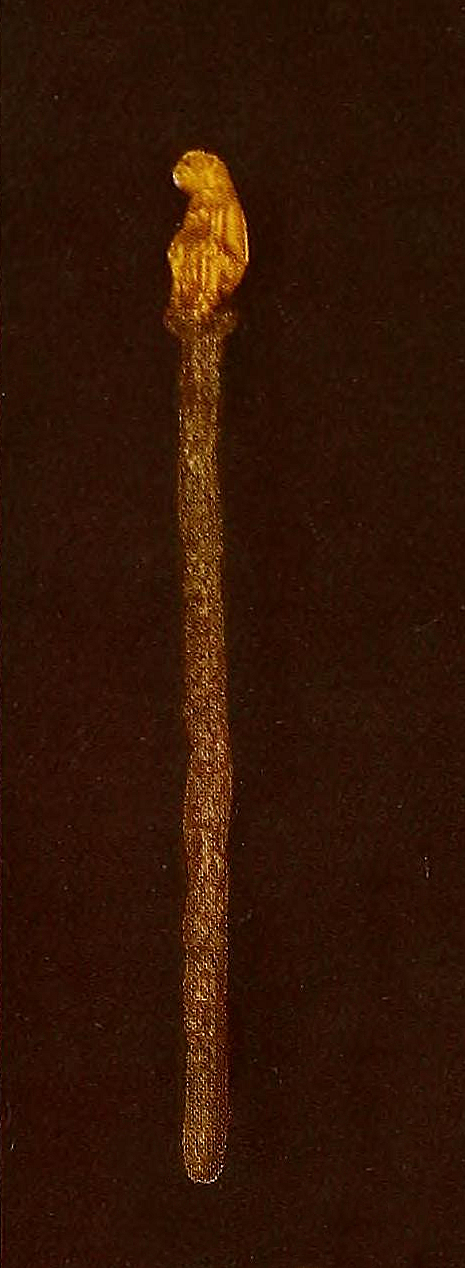
قرد ميسكالامدوك الذهبي.
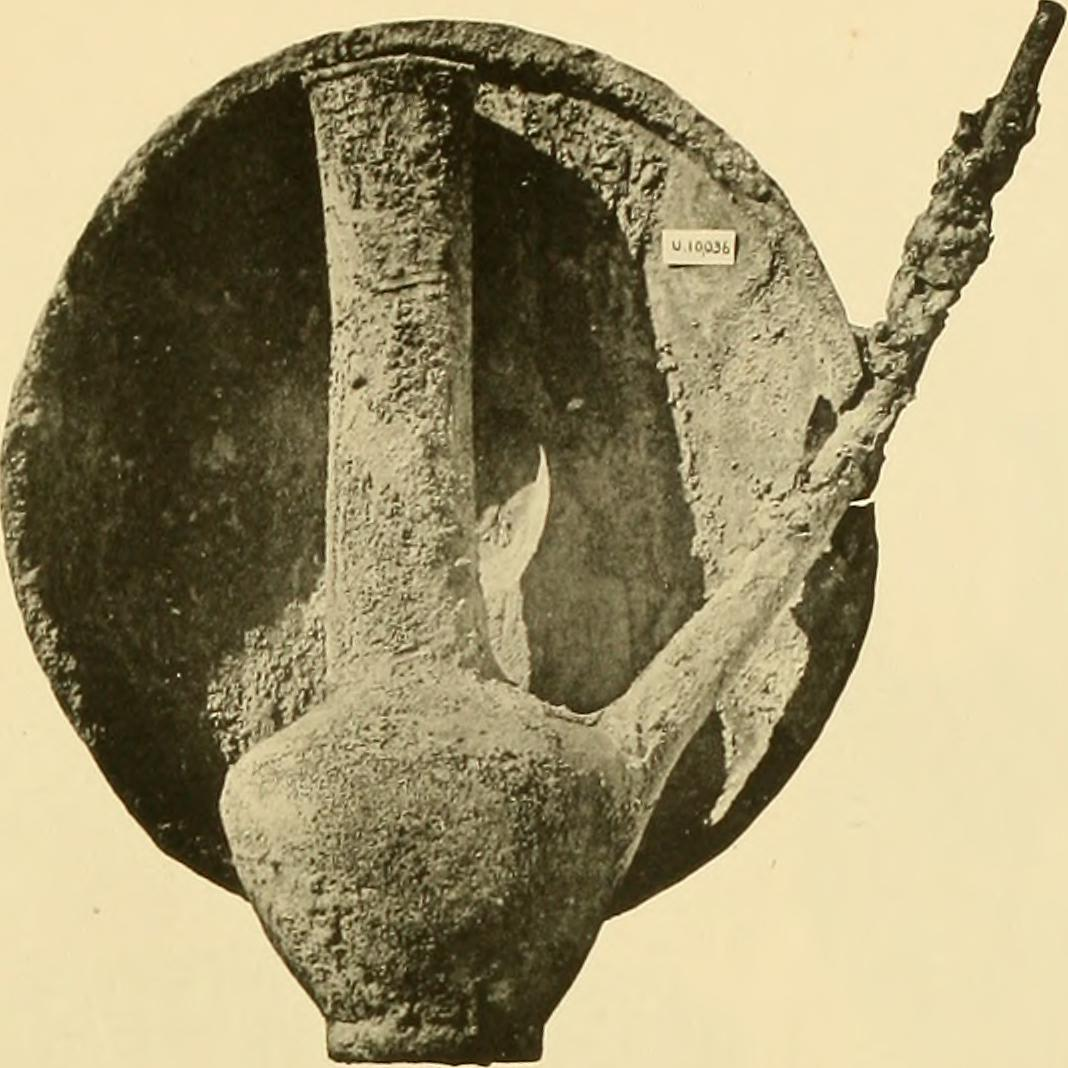
إبريق من الفضة وزجاجة نحاسية من قبر ميسكالامدوك.
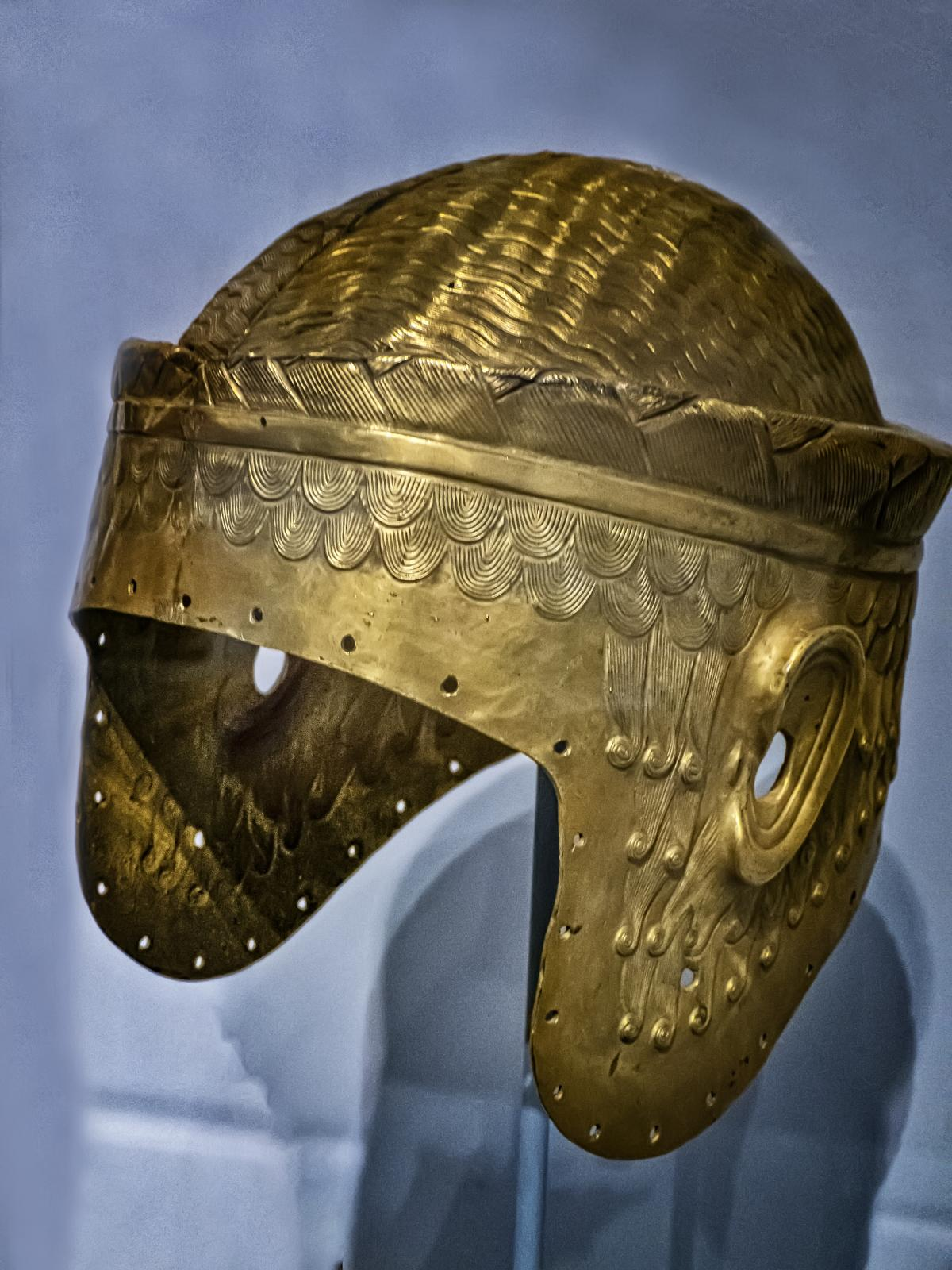
نسخة لخوذة ميسكالامدوك الذهبية متحف الآثار والأنثروبولوجيا في جامعة بنسيلفانيا.

### القبر المرقم (PG 789) «قبر الملك»
وفقًا لما ذكره عالم الاثار (جوليان ريد)، فإن مقبرة (PG 755) كانت قبر «الأمير ميسكالامدوك»، لكن المقبرة الفعلية للملك ميسكالامدوك، والمعروفة من ختم (U 11751)، من المرجح أن تكون القبر الملكي (PG 789)  أُطلق على هذا القبر اسم «قبر الملك»، حيث تم العثور على بقايا العديد من الحاضرين الملكيين والعديد من الأشياء الجميلة، ويقع بجوار قبر الملكة شبعاد، التي يُعتقد أنها الزوجة الثانية للملك ميسكالامدوك.  

#### أثار القبر المرقم (PG 789)

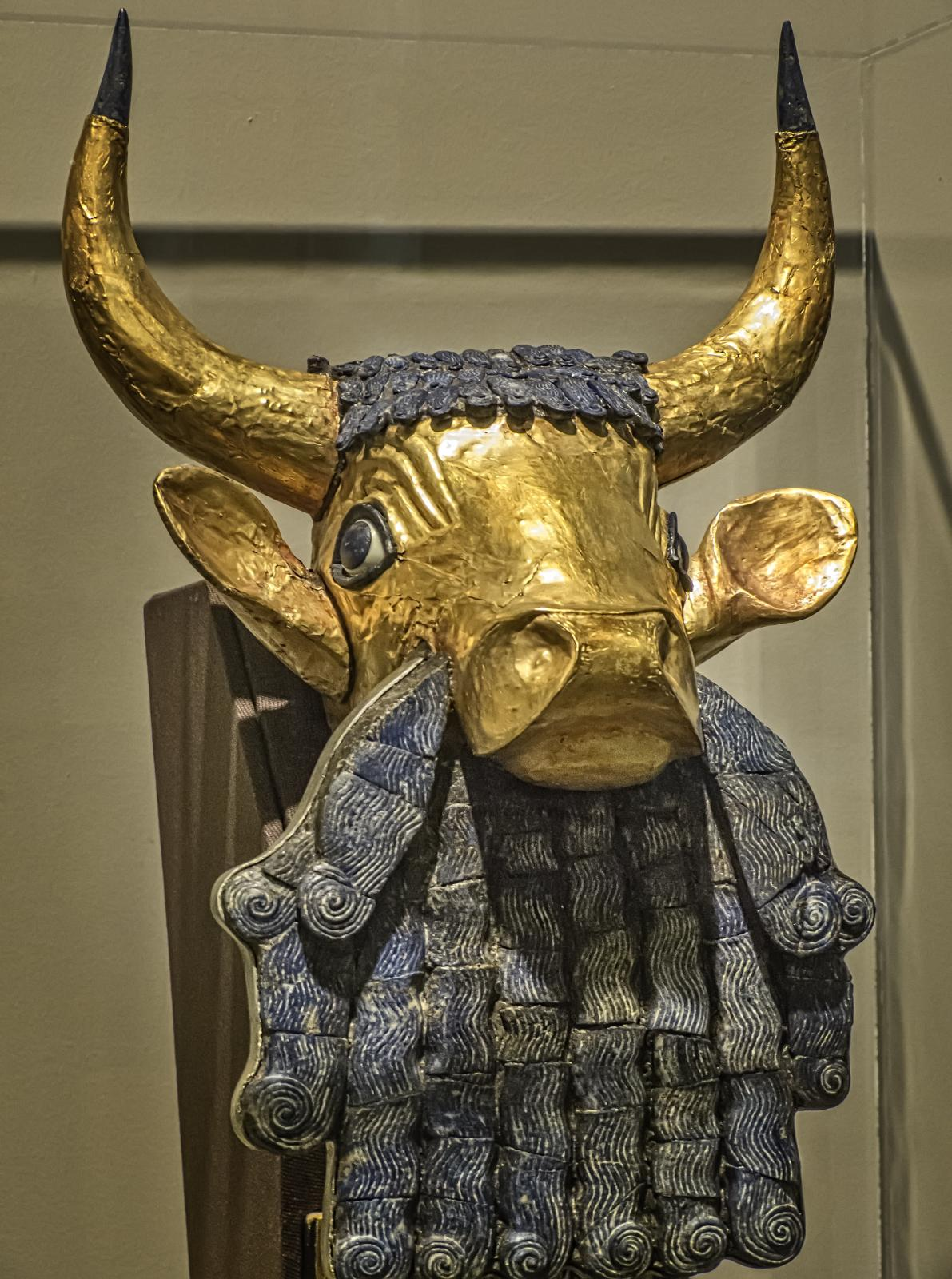
رأس ثور في قيثارة.
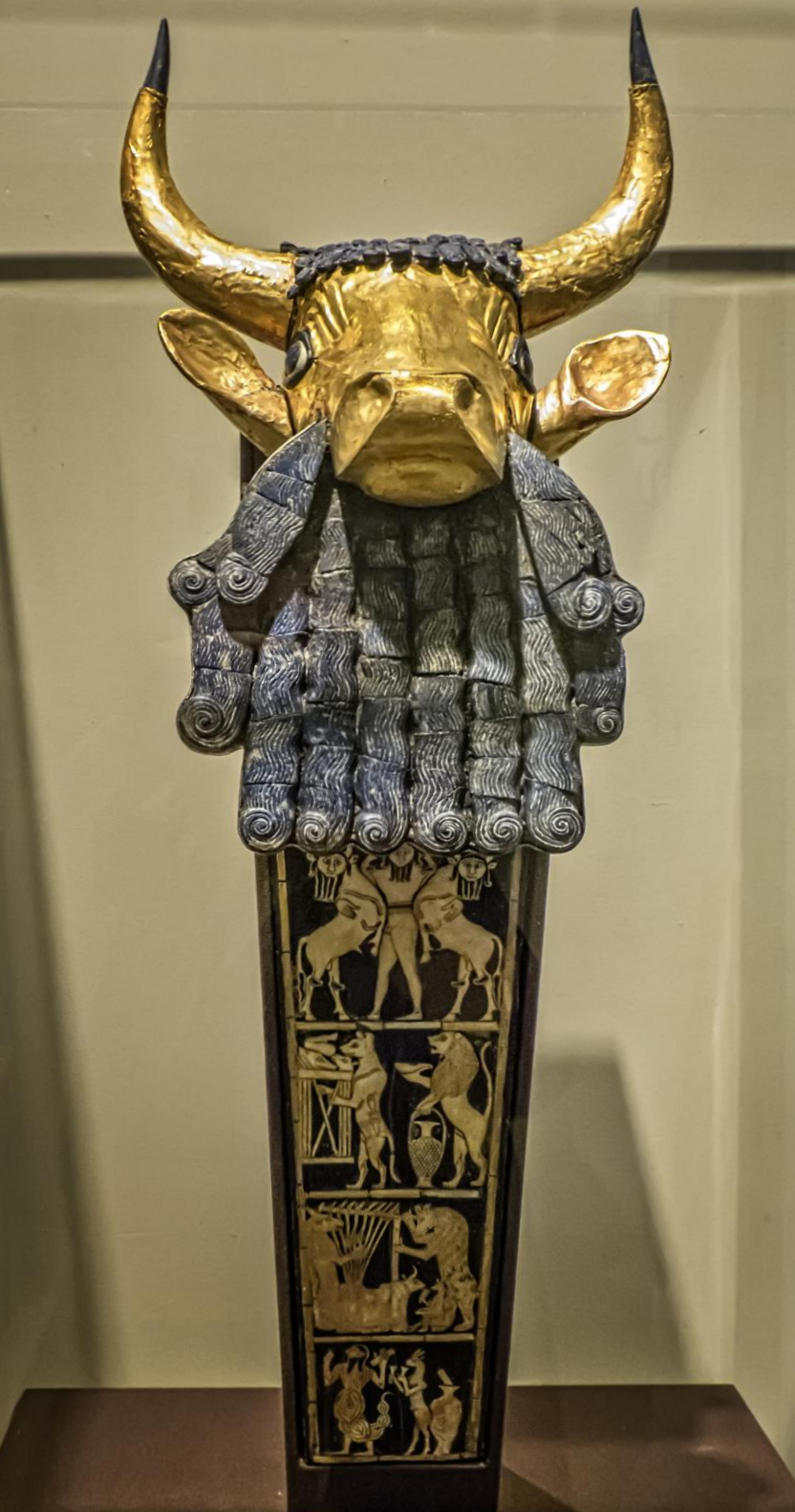
قيثارة برأس ثور تم استردادها من المقبرة الملكية في أور العراق 2550-2450 قبل الميلاد.
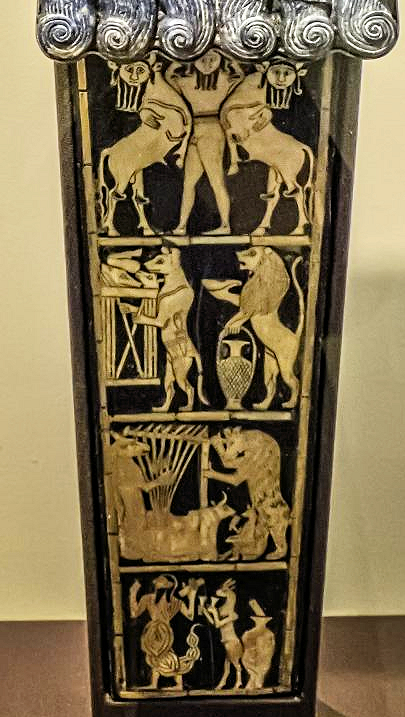
صفيحة صدف على قيثارة، بها حيوانات مجسمة.
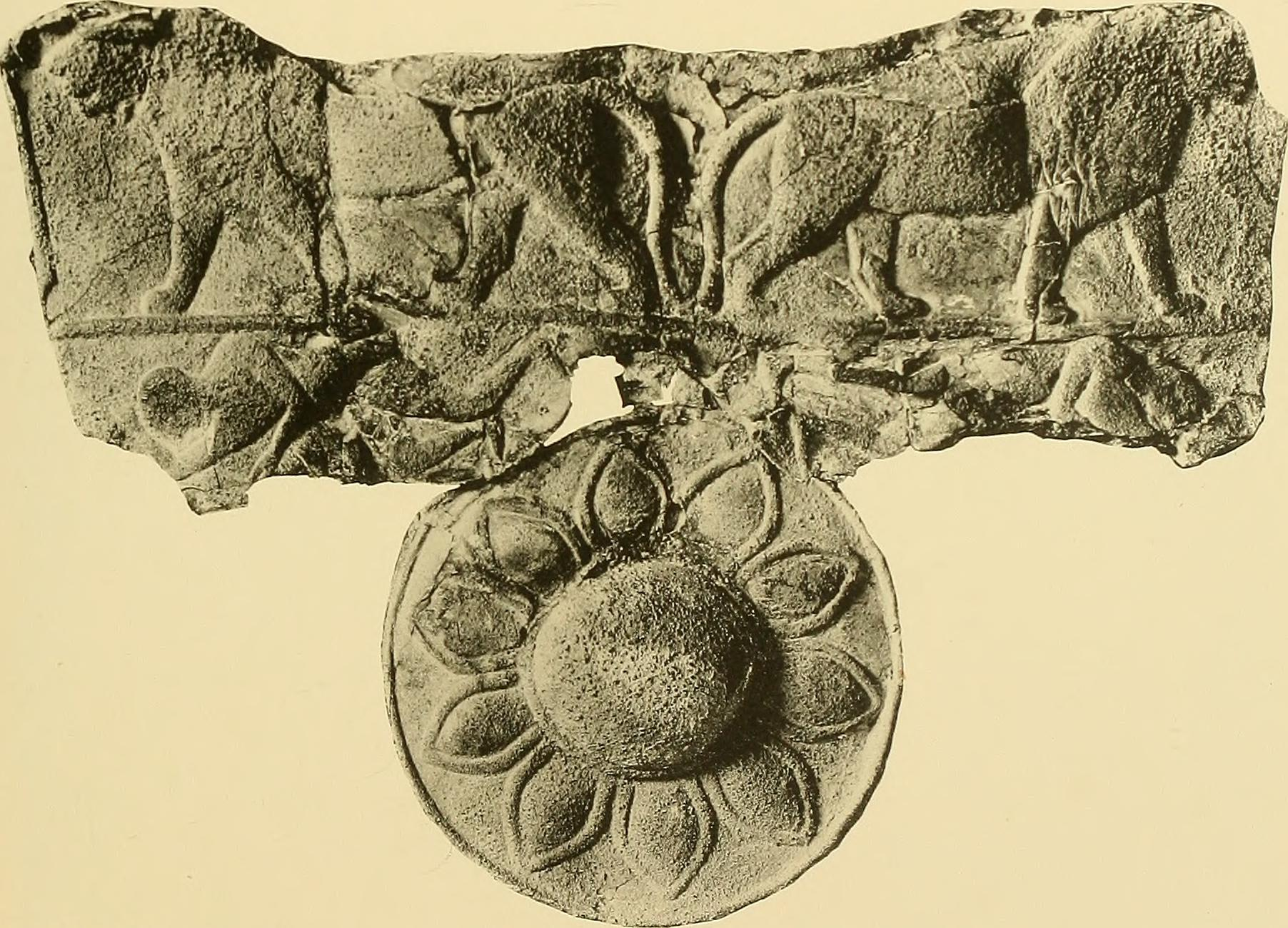
لوحة من القبر (PG 789).
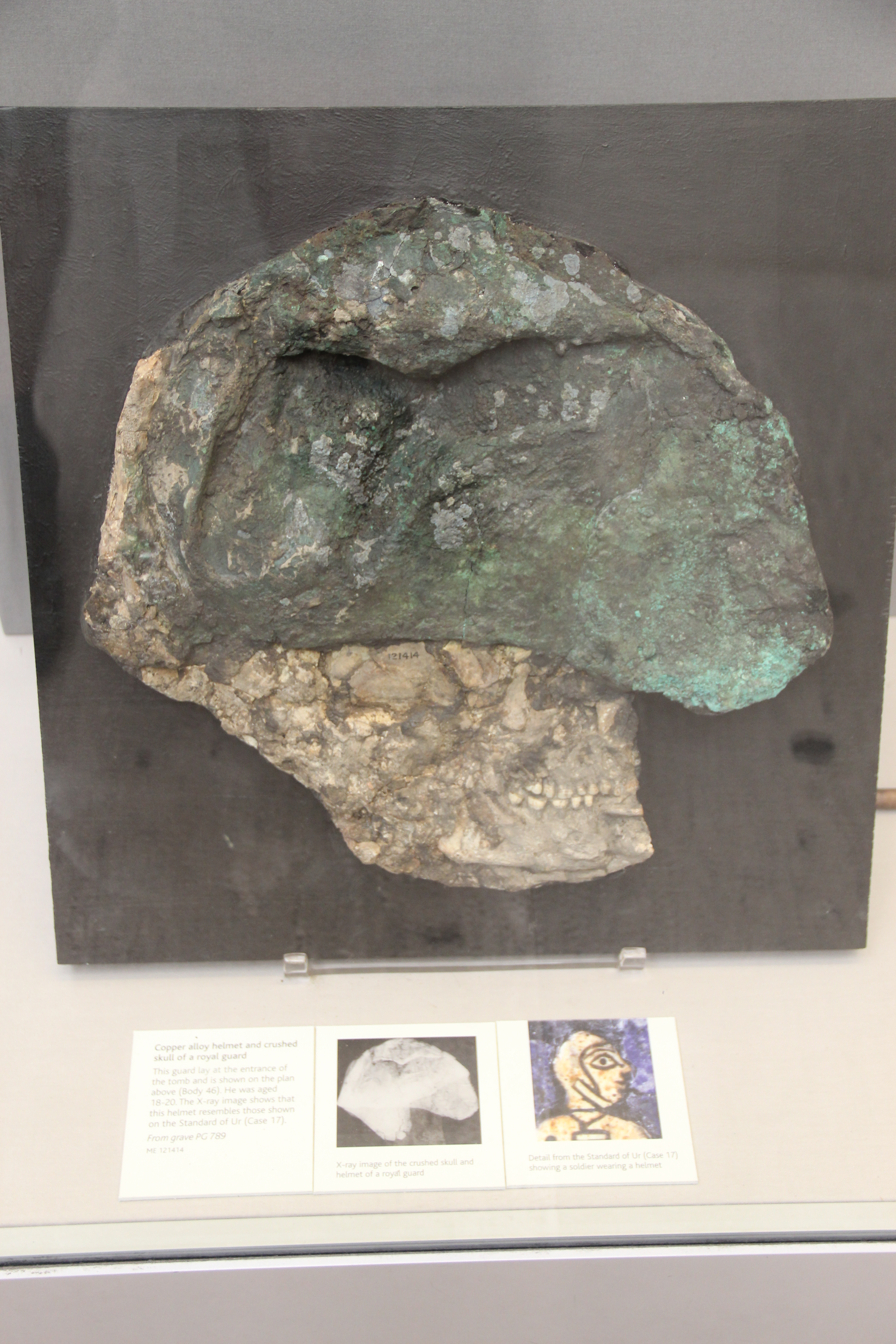
خوذة من سبائك النحاس ورأس محطم داخلها يعود لجندي من الحرس الملكي.
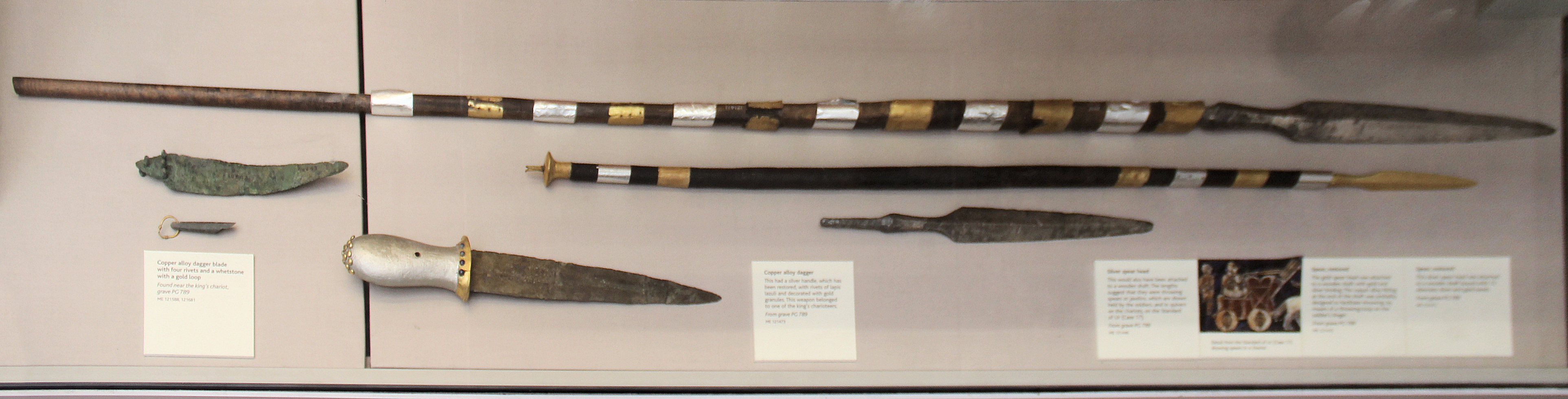
أسلحة مختلفة.
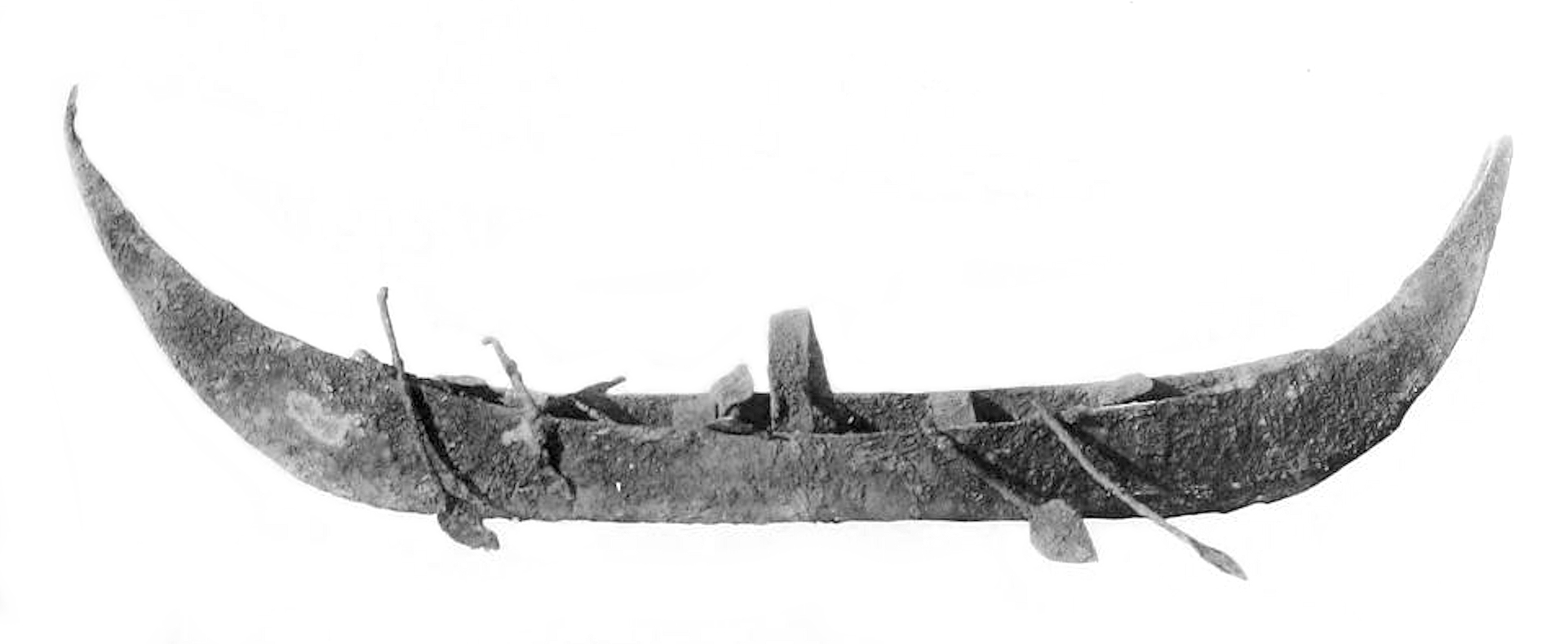
نموذج من الفضة لقارب، 2600-2500 قبل الميلاد.
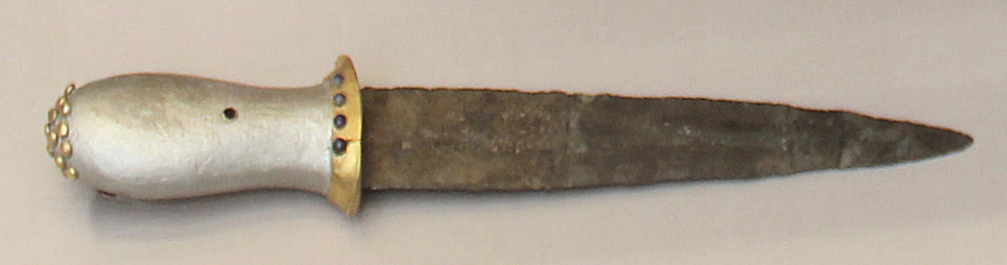
سكين ذات قبضة من الفضة ومرصعة بالذهب.